# Macrometopa calogaster
Macrometopa calogaster là một loài ruồi trong họ Tachinidae.